# 口誤
口误是指人們說出的話偏離了自己的本意。它们可以被细分为自发的和不经意间产生的口誤和有意产生的文字游戏或双关语。口誤在儿童中很常见，因为他们的表達能力還有待提高，而且頻繁口誤這種情況会持续到成年。一项研究表明，大多数人每天可能会出现多达22次的口误。